# Khagaria
Khagaria é uma cidade e um município no distrito de Khagaria, no estado indiano de Bihar.

## Geografia
Khagaria está localizada a 25° 30′ N, 86° 29′ L. Tem uma altitude média de 36 metros (118 pés).

## Demografia
Segundo o censo de 2001, Khagaria tinha uma população de 45.126 habitantes. Os indivíduos do sexo masculino constituem 55% da população e os do sexo feminino 45%. Khagaria tem uma taxa de literacia de 64%, superior à média nacional de 59,5%: a literacia no sexo masculino é de 70% e no sexo feminino é de 58%. Em Khagaria, 17% da população está abaixo dos 6 anos de idade.